# Selaginella tuberculata
Selaginella tuberculata là một loài dương xỉ trong họ Selaginellaceae. Loài này được Spruce ex Baker mô tả khoa học đầu tiên năm 1883.